# Leyla Belyalova
 (décembre 2023).
Leyla Belyalova (ouzbek: Leylya Enverovna Belyalova ; née en 1957) est une universitaire et écologiste ouzbèke. Pour son travail visant à promouvoir et protéger les écosystèmes de l'Ouzbékistan, elle a été reconnue par la BBC comme l'une de ses 100 femmes en 2018.

## Carrière
Belyalova occupe actuellement le poste de professeure associée au département d'écologie de l'Université d'État de Samarkand.
Les travaux sur le terrain les plus remarquables de Belyalova comprennent l'étude, le suivi et la conservation du réservoir de Kattakourgan et de la réserve naturelle d'État de Zarafshan. Elle est également reconnue pour sa promotion de l'importance du col d'Amankutan, dans la chaîne de montagnes du Pamir-Alay occidental, en tant que site important pour la flore et la faune ouzbèkes.
Grâce à son travail avec la Société ouzbèke pour la protection des oiseaux (O'zbekistan Qushlarini Muhofaza Qilish Jamiati, UzSPB), Belyalova a joué un rôle essentiel dans l'identification de sites à travers l'Ouzbékistan qui répondent aux critères pour être reconnus comme des Zones importantes pour les oiseaux et la biodiversité (IBA) ainsi que des Zones clés pour la biodiversité (KBA), et a obtenu à la fois un soutien pratique et financier pour leur reconnaissance officielle par le gouvernement ouzbeke.
Belyalova est également membre du comité exécutif de l'UzSPB.

## Reconnaissance
En 2018, Belyalova s'est classée troisième lors de la compétition annuelle de la Femme de l'année en Ouzbékistan. La même année, elle a été nommée l'une des 100 femmes de la BBC pour «sa volonté de protéger la faune aviaire et les écosystèmes de montagne de l'Ouzbékistan».
Belyalova a été reconnue comme un «Héros de la nature» par Bird Life.
L'UzSPB a félicité Belyalova pour son rôle de leader dans «la première tentative d'une organisation caritative environnementale de notre région visant à préserver la faune d'un site d'importance internationale sur le long terme».